# سیارک ۶۹۱۰
سیارک ۶۹۱۰ (به انگلیسی: 6910 Ikeguchi، نامگذاری:1991FJ) شش هزار و نهصد و دهمین سیارک کشف شده‌است که در ۱۷ مارس ۱۹۹۱ کشف شد.
قدر مطلق سیارک برابر ۱۲٫۳۰ است.